# Acidonia microcarpa
Genre
Espèce
Acidonia microcarpa est une espèce de plantes à fleurs de la famille des Proteaceae originaire des côtes sud de l'Australie-Occidentale entre Margaret River et Albany. Elle est monotypique dans son genre, c’est-à-dire que c’est la seule espèce du genre Acidonia.

## Description
C'est un buisson pouvant atteindre 3 m de haut aux feuilles lancéolées, érigées, pouvant atteindre 6 à 13 cm de long aux petites fleurs jaunes apparaissant entre octobre et décembre.